# 유럽 인권 조약

유럽 인권 조약 승인 국가

유럽 인권 조약(─人權條約, European Convention on Human Rights, ECHR) 또는 유럽 인권 보호 조약은 유럽의 인권과 본질적 자유를 보호하기 위한 국제 조약이다. 공식 명칭은 인권과 기본적 자유의 보호를 위한 협약(Convention for the Protection of Human Rights and Fundamental Freedoms)이다.
새로 결성된 유럽 평의회에 의해 1950년에 초안이 작성되었고 이 조약은 1953년 9월 3일을 기해 효력이 발생하게 되었다. 모든 유럽 평의회의 회원국들은 이 조약과 관련되어 있으며 새로운 회원국들은 기회가 주어지면 조약을 승인하는 것이 예측되고 있다.

## 같이 보기
- 유럽 인권 재판소
- 1998년 영국 인권법

## 참고 문헌
- Ovey, Clare; White, Robin C. A. (2006). 《Jacobs & White: The European Convention on Human Rights》 4판. Oxford University Press. ISBN 0-19-928810-0.
- Greer, Steven (2006). 《The European Convention on Human Rights: Achievements, Problems and Prospects》. Cambridge University Press. ISBN 978-0-521-60859-6.
- Xenos, Dimitris (2012). 《The Positive Obligations of the State under the European Convention of Human Rights》. Routledge. ISBN 978-0-415-66812-5.